# Episodi de L'Aquila - Grandi speranze
La prima stagione della serie televisiva L'Aquila - Grandi speranze, composta da 12 episodi, è stata trasmessa dal 16 al 30 aprile 2019 su Rai 1 e dal 10 al 24 maggio 2019 è andata in onda su Rai 3, a causa dei bassi ascolti.
| n° | Titolo      | Prima TV Italia |
| -- | ----------- | --------------- |
| 1  | Episodio 1  | 16 aprile 2019  |
| 2  | Episodio 2  | 16 aprile 2019  |
| 3  | Episodio 3  | 23 aprile 2019  |
| 4  | Episodio 4  | 23 aprile 2019  |
| 5  | Episodio 5  | 30 aprile 2019  |
| 6  | Episodio 6  | 30 aprile 2019  |
| 7  | Episodio 7  | 10 maggio 2019  |
| 8  | Episodio 8  | 10 maggio 2019  |
| 9  | Episodio 9  | 17 maggio 2019  |
| 10 | Episodio 10 | 17 maggio 2019  |
| 11 | Episodio 11 | 24 maggio 2019  |
| 12 | Episodio 12 | 24 maggio 2019  |

## Episodio 1
- Diretta da: Marco Risi

### Trama
Oltre un anno dopo il terribile terremoto del 6 aprile 2009 che ha distrutto la città dell'Aquila, e i paesi circostanti, la storia narra di due nuclei familiari sfollati nei villaggi delle New Towns, costruite dal progetto C.A.S.E., ossia quelli di Franco Basile e Silvia con il loro figlio Davide, e quello del sindaco Gianni Fiumani, con la moglie Elena, e il figlio Simone, che fortunatamente non hanno avuto il palazzo gravemente lesionato nel centro storico (Piazza San Marciano), e che dunque a un anno esatto sono riusciti a rientrare dopo le verifiche. La situazione tuttavia per i cittadini è alienante, Silvia ha perso sua figlia la notte del 6 aprile, tuttavia non sa se è viva o morta, non è stata mai ritrovata, è data per dispersa, e in mancanza di fatti, la Procura archivia il caso, intanto il figlio Davide, insieme con altri compagni, ricomincia l'anno nel modulo provvisorio scolastico, dato che gli istituti sono crollati o inagibili, e cerca di andare avanti come può nel riannodare i fili di un rapporto sociale con i compagni, malgrado gli stimoli del professore. Presto si viene a sapere che nel plesso scolastico di primo grado, ci sono due gruppi di ragazzi che si contendono, le rovine dei palazzi storici, soprattutto dell'ex Palazzo del Governo in Piazza della Repubblica, divenuto il simbolo della devastazione del terremoto.
La banda di Davide lotta contro quella di un rivale, per prendere il possesso della struttura, avendo perso a un duello per la spia di un compagno della stessa banda. Nel frattempo il sindaco Gianni, viste le risposte inefficienti dal governo italiano, decide di organizzare una marcia di protesta in centro per rimuovere almeno, con l'aiuto dei cittadini e parenti, le macerie. La cosiddetta "protesta delle carriole" avviene pacificamente, e si conclude in Piazza della Repubblica, poiché l'iniziale tappa finale di Piazza Duomo è stata spostata, in quanto lì Gianni ha perso sua figlia la notte del 6 aprile. Intanto un ricco imprenditore romano, con origini abruzzesi, Riccardo De Angelis, avendo perso la moglie all'Aquila, ed essendo pertanto legato a quel posto, vuole dare il suo contributo riedificando massicciamente nuovi quartieri presso il centro, e inizia l'opera iscrivendo la figlia tredicenne, Margherita, al plesso scolastico di Davide, anche se per la ragazza la situazione è molto alienante e triste, nonostante l'ottimismo del padre, che si presenta anche al sindaco Gianni.

## Episodio 2
- Diretta da: Marco Risi

### Trama
Riccardo De Angelis si presenta agli uffici del Museo Nazionale d'Abruzzo, per cercare di avere i primi contatti per avere il nulla osta alla riedificazione della città, avendo solo qualche promessa. Margherita non si sente integrata nel gruppo, e così prova a partire per Roma, ma senza successo. Silvia, viaggiando con Gianni, trova un cucciolo di capriolo morto sulla strada, che gli ricorda sua figlia, e ha un crollo emotivo, che la porta ad avere un'accesa discussione col marito, che a suo dire appare troppo tranquillo, sapendo che non sa ancora la verità sul conto di sua figlia. Franco Basile prova a risollevare il morale degli universitari, dove insegna, con un eminente professore, pur sapendo che l'Università è a rischio spopolamento.
Le due bande di giovane si fronteggiano di nuovo nel Palazzo del Governo, divenuta la loro sede generale, mentre tra le case abbandonate, si danno allo sciacallaggio, racimolando ciò che di più interessante trovano. Una sera Silvia, nella sua instancabile ricerca di indizi e prove per la causa di sua figlia, va all'Archivio, chiedendo di vedere i filmati delle telecamera della notte del 6 aprile 2009, e rimane sconvolta nel rievocare quei momenti, pur non trovando nulla riguardo a sua figlia. Durante la stessa notte, Davide si reca a rubare in una casa, e viene avvicinato da un ragazzo che impugna una pistola.
Ascolti Italia: 3 180 000 spettatori - 13% share

## Episodio 3
- Diretta da: Marco Risi

### Trama
Davide si reca di notte all'ospedale di Sant'Agnese, e incontra Giorgio, comunicandogli che il Palazzo del Governo è occupato dalla baby gang rivale. Uscendo dopo aver preso dei medicinali, prova pena per il padre che dormi in una casetta appena fuori dal plesso, dopo aver discusso con la moglie Silvia. Tornato nella casa dove ha incontrato un giovane ferito nella puntata precedente, lo aiuta a medicarsi. Il ragazzo francese vive in condizioni misere nella casa, non ha famiglia. Nella casa di Gianni Fiumani torna la corrente elettrica, i ragazzi tornano a scuola, dove il professore di lettere tenta di portare un po' d'allegria nei ragazzi, che a dire suo e dei genitori non avrebbero partecipato alla protesta delle carriole per "depressione post terremoto". Il professore progetta un allestimento teatrale per motivare i ragazzi, Romeo e Giulietta; il padre di Davide, Franco, nell'ospedale continua il suo lavoro di assistenza psicologica ai terremotati, compreso il padre di Paolo, un compagno di Davide con problemi familiari. Silvia non sa più come continuare la relazione col marito, ma una sua amica la convince a non prendere questa drastica decisione.
L'imprenditore De Angelis mostra il progetto della "nuova L'Aquila", completamente moderna e funzionale, e compie un sopralluogo per il centro col sindaco (si intravede via Amiternini e il fianco della chiesa di San Domenico), nonché nelle New Towns del Progetto C.A.S.E., notando che malgrado la celere operazione di ricostruzione delle case, la vita di quartiere, l'aggregazione sociale, i centri commerciali e altri centri funzionali per una comunità, sono inesistenti.
Le due baby gang si fronteggiano di nuovo nel palazzo del Governo, e la banda di Davide viene investita dalla vernice blu e costretta ad andarsene. Silvia incontra un suo amico rimasto cieco, che la aiuta a superare il trauma della figlia, mentre l'imprenditore De Angelis progetta di far partire i lavori, con evidente speculazione edilizia, al più presto. Il francese intanto esce dalla casa, si dirige su via Sallustio, e strano a dirsi, dopo un anno vissuto in isolamento totale, si rende conto della portata del disastro del 6 aprile 2009.

## Episodio 4
- Diretta da: Marco Risi

### Trama
Mentre il professore di scuola fa compiere ai ragazzi i primi esercizi di preparazione teatrale, la banda di Davide progetta una vendetta contro la gang rivale del palazzo. Franco si incontra con Silvia, ma il loro rapporto è ormai incrinato, e prende solo dei vestiti in più per dormire nella casetta dell'ospedale. Nella casa di Gianni, mentre la moglie fantastica ingenuamente un veloce ritorno alla normalità con l'opera di De Angelis, Gianni paventa qualcosa di brutto; in una scuola abbandonata per i danni, Davide con la sua gang prova una pistola che ha appena rubato, per spaventare i rivali della gang. Margherita fa amicizia con un gruppo di ragazze, e inizia a parlare della tragedia di sua madre. Silvia ha un crollo emotivo, va verso il mare (Roseto), di notte, e prova a suicidarsi senza riuscirsi perché richiamata dalla gente di un palazzo lì vicino. Paolo, la spia della banda di Davide, si scusa per i problemi che ha creato tra i due gruppi e viene riammesso. Gianni s'incontra in una masseria fuori dal centro con De Angelis, e ha una forte discussione per il progetto di ricostruzione. Davide fa sempre più amicizia col ragazzo francese, che fa uscire di casa, e passeggiano di notte per il centro, ricordando i luoghi di gioco, compresa la vecchia scuola. Silvia e Franco si riappacificano, e mentre stanno parlando di progetti futuri, una nuova forte scossa di terremoto sconvolge la città e gli abitanti che sono tornati in centro, anche se si tratta di una scossa di fantasia, stando alle statistiche del biennio 2009-2010.
Ascolti Italia: 2 442 000 spettatori - 10.43% share

## Episodio 5
- Diretta da: Marco Risi

### Trama
Il mattino dopo la scossa, nel palazzo di Gianni, la famiglia sistema ciò che è caduto dagli scaffali: Gianni si accorge di una vistosa crepa sul muro della camera, ma decide di nasconderlo alla famiglia per non allertarli. A scuola continuano le prove del Romeo e Giulietta, benché i ragazzi non abbiano alcuna voglia di impegnarsi, e i discorsi del professore di incoraggiamento si rivelino tutt'altro che stimolanti. Gianni organizza una riunione straordinaria con un comitato di cittadini aquilani, in quanto lo Stato, dopo aver sospeso le tasse con il Decreto Emergenza dell'anno precedente, adesso richiede di nuovo il pagamento, ma ci sono anche le problematiche per i venditori di recuperare i loro terreni, poiché vivendo sulla costa, non possono far ripartire l'economia. Davide trova l'amore in una ragazza, si baciano nel bagno, ma scoprono che li ha visti Margherita, segretamente innamorata di Davide; Silvia durante un viaggio in auto con Gianni, gli confida che ha tentato il suicidio in spiaggia, ma lui riesce a farle coraggio; il giorno stesso lei si confida con un'amica.
Gianni, dall'ufficio speciale di Capestrano (il castello mediceo), invia una mail al Sottosegretario di Stato per esprimergli i suoi dubbi sulla morale del dottor De Angelis che vuole ricostruire la città; questo costruttore infatti ha piani loschi, va da una signora che ha perso il marito e in una casa isolata dal centro costruita da suo marito e rimasta intatta, e le propone un'offerta per abbandonarla e andare a vivere in un nuovo palazzo del centro. Silvia intanto continua la ricerca sulla figlia Costanza, ripercorrendo gli ultimi attimi del 2009, quando stava con lei in Piazza Duomo, e poi sparita nel buio per le strade della città, e trova un anziano che le darebbe speranza, dicendole di averla vista presso un edificio in macerie, ma poi le rivela di non essere intervenuto per paura, facendo piombare Silvia nella disperazione. Tuttavia verrà a scoprire che le informazioni del vecchio sono infondate.

## Episodio 6
- Diretta da: Marco Risi

### Trama
Gianni riceve un incarico di lavoro che aspettava da tempo, che però lo allontanerebbe dalla sua città, destando sospetti tra i cittadini, lo stesso Gianni non è convinto, in quanto teme che con la mail inviata a Montecitorio, questo incarico sia un tranello per trasferirlo lontano dalla città a lungo periodo, e che dunque non potrà vigilare sulla ricostruzione, favorendo gli affari di De Angelis; pertanto inizia a diffondere la voce dei loschi piani di questo imprenditore, mentre il perfido Riccardo viene a sapere che Patrick ha problemi di cuore, e sfrutta l'informazione per accaparrarsi nuovi terreni, convincendo i genitori del ragazzo a vendere la casa fuori dal centro.
Ascolti TV: 2 152 000 spettatori - 9.4% share.

## Episodi 7-8
- Diretta da: Marco Risi

### Trama
Silvia riesce a far riaprire le indagini sulla scomparsa di sua figlia, e Gianni scopre che il piano di Riccardo De Angelis di comprare terreni attorno alla città è quasi completo. L'unico terreno a non esser ancora comprato è quello dell'anziana Maria Sassi, una vedova senza figli, che resiste tenacemente alle lusinghe di De Angelis, che arriva anche a minacciarla in maniera anonima, pur di sbarazzarsi di questo ostacolo per completare la sua opera. 
Nel frattempo si scopre che il ragazzo francese aiutato da Simone all'inizio della storia, è sospettato di terrorismo e di sciacallaggio, ma in realtà è solo uno sbandato che ha interrotto ogni contatti con la famiglia.

## Episodi 9-10
- Diretta da: Marco Risi

### Trama
Alla luce di quanto scoperto dai PM, Franco è costretto a riprendere i contatti col padre, con cui non si sente da tempo, mentre il contrasto tra Gianni e Riccardo De Angelis arriva al culmine di una rissa, sicché il costruttore decide di agire illecitamente presentando alla stampa il progetto della Nuova Aquila sicura e antisismica, con enorme sacrificio di molti edifici antichi del centro storico, per far spazio a nuove costruzioni anonime. Nel frattempo la povera anziana Maria Sassi viene ritrovata morta in casa, suicida impiccandosi, dato che era arrivata al termine dei suoi anni, e non tollerava più l'umiliazione di ricevere vessazioni e minacce, nella strenua difesa della casa dove era morto suo marito.